# Somatische Zelle
Eine somatische Zelle ist eine Körperzelle, aus der im Unterschied zu den Zellen der Keimbahn keine Geschlechtszellen (Gameten) hervorgehen können. Diese Unterscheidung von Keimbahn und Soma (Keimplasmatheorie) ist für Tiere charakteristisch; bei Pflanzen gibt es keine separierte Keimbahn. 
Somatische Zellen entwickeln sich im Laufe des Lebens durch Differenzierung wie in eine Sackgasse, die mit dem Tod dieser Zellen endet. Veränderungen der Erbinformation somatischer Zellen haben daher keine Auswirkung auf die folgende Generation. In der Diskussion um die Gentherapie muss deshalb die Therapie somatischer Zellen, die nur Auswirkung auf das jeweilige Individuum hat, und die Veränderung der Keimbahn, die auf alle Folgegenerationen wirkt, unterschieden werden.